# Joseph Glanvill
Joseph Glanvill, född 1636 i Plymouth, död den 4 november 1680 i Bath, var en engelsk filosof. Han var latitudinarian och räknas ofta till Cambridgeplatonikerna.
Genom att ansluta sig till Bacon och Cartesius arbetade sig Glanvill ut ur den puritanism och skolastik, som under hans studietid härskade i Oxford. I sitt huvudarbete, Scepsis scientifica (1665), förfäktade han den vetenskapliga förutsättningslösheten och försvarade den mekaniska naturförklaringen, enligt vilken naturen är en stor automat. Men han betonar all vår kunskaps relativitet, i det vi alltid måste förutse nya erfarenheter, som nödgar oss att förändra våra hypoteser. I kritiken av orsaksbegreppet är Glanvill en föregångare till David Hume. Vi kan inte omedelbart erfara detta förhållande, utan sluter oss endast därtill, då vi finner att en företeelse alltid följer på en annan. Särskilt då orsak och verkan är mycket olika, blir förhållandet mellan dem tvivelaktigt; så när det gäller förbindelsen mellan själ och kropp. Av sin skepticism drar han emellertid den måhända oväntade slutsatsen, att man inte kan förneka häxeriets möjlighet, då man inte a priori kunde veta, vilka orsaksförhållanden som äger rum i världen. "Därmed visar han", skriver Frans von Schéele i Nordisk familjebok, "huru ofullständigt 'den mekaniska hypotesen' ännu frigjort honom från medeltidens åskådningssätt". Glanvil, som var anglikansk präst, blev Fellow of the Royal Society 1664.